# Ratna von Nepal

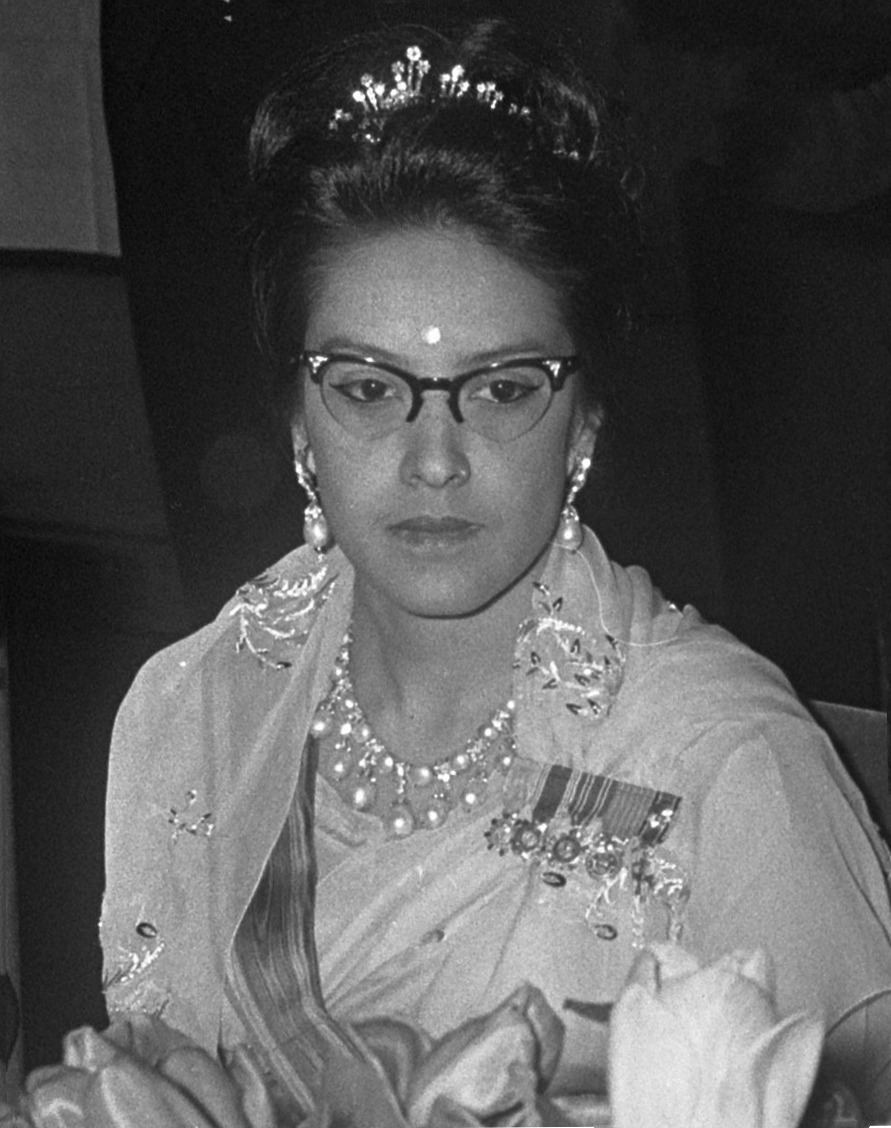
Königin Ratna von Nepal 1967

Ratna Rajya Lakshmi Devi Shah (Nepali रत्न राज्य लक्ष्मी देवी शाह; * 19. August 1928 in Hari Bhawan, Bagmati, Kathmandu, Nepal) war von 13. März 1955 bis 31. Januar 1972 Königin von Nepal und danach bis zur Abschaffung der Monarchie 2008 Königinmutter.
Sie war die zweite Frau von König Mahendra von Nepal (1920–1972). Königin Ratna ist Tochter des verstorbenen Ehrengenerals Hari Shamsher Jang Bahadur Rana und dessen Frau Megha Kumari Rajya Lakshmi.

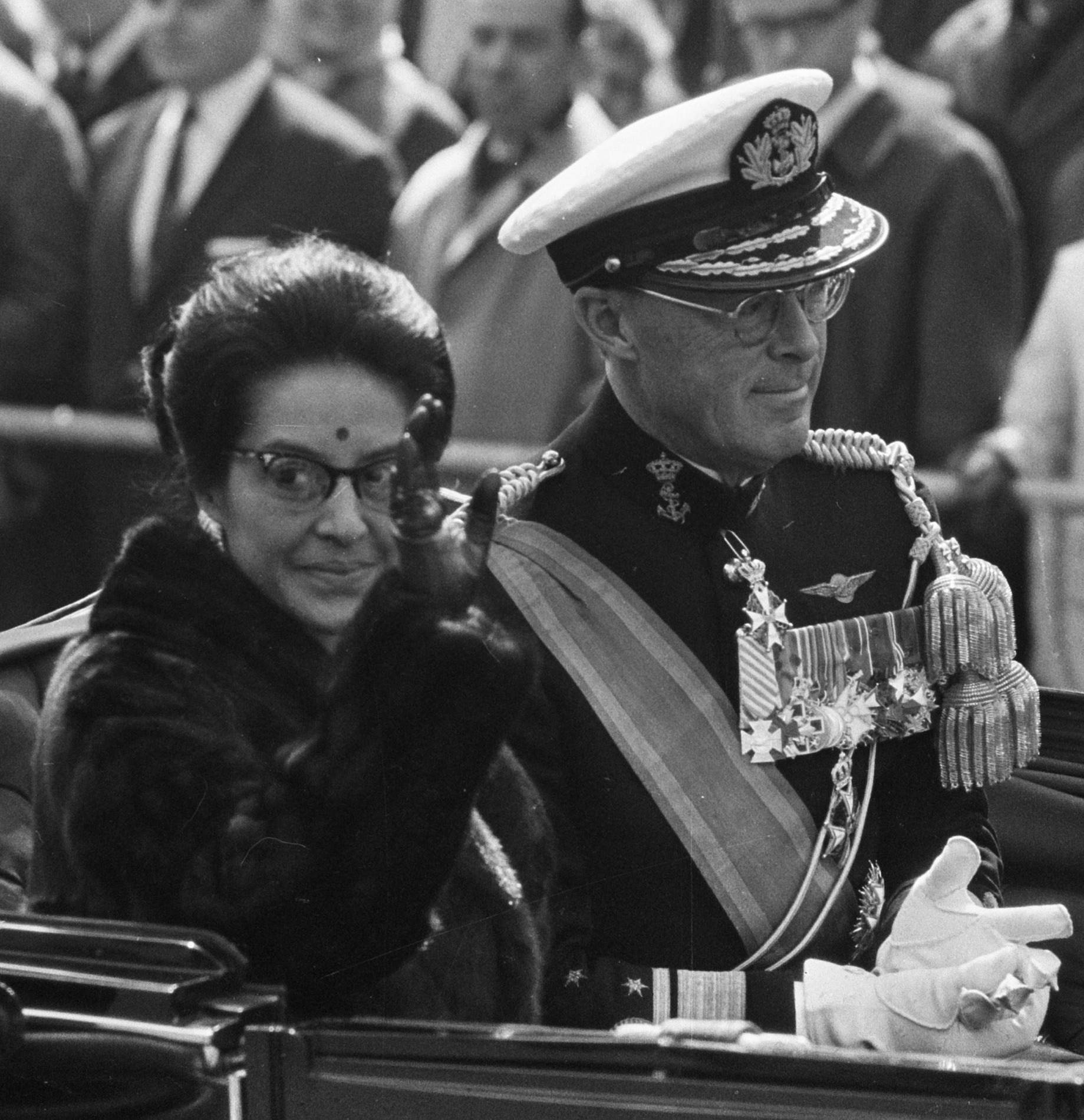
Königin Ratna am 25. April 1967 mit Prinz Bernhard in den Niederlanden

## Leben
Ratnas ältere Schwester Indra heiratete 1940 Kronprinz Mahendra. Diese starb aber bereits 1950. Zwei Jahre später heiratete sie den Mann ihrer verstorbenen Schwester. In der Ehe gab es keine Kinder, da sie sterilisiert wurde um Streitigkeiten um die Thronfolge zu vermeiden. Mahendra hatte bereits drei Söhne und drei Töchter mit Indra. Nach dem Tod 1955 von König Tribhuvan wurde sie Königin.
1972 starb ihr Mann Mahendra an einem Herzinfarkt während der Jagd im Chitwan-Nationalpark. Dessen ältester Sohn Prinz Birendra übernahm. Aus Königin Ratna wurde die Königinmutter.
Der Name Ratna bedeutet „Juwel“ oder „Edelstein“.
Am Abend des 1. Juni 2001, als das Königliche Nepalesische Massaker stattfand, saß die Königinmutter mit ihrer Schwägerin Prinzessin Helen Shah im Vorraum und überlebte. Die beiden Frauen hörten die Schüsse, nahmen sie aber nicht ernst. Erst ein paar Minuten später kam Prinz Paras und erzählte, dass Kronprinz Dipendra alle, einschließlich König Birendra, erschossen hat. Hiernach lag Dipendra im Koma, wurde aber zum König ausgerufen und sie Königingroßmutter. Nach vier Tagen starb dieser und ihr jüngerer Neffe und Stiefsohn wurde König. Sie wurde wieder Königinmutter.
Die Monarchie wurde 2008 abgeschafft. Alle Mitglieder der königlichen Familie, mit Ausnahme der Königinmutter, mussten den Narayanhity-Palast verlassen. Die ehemalige Königinmutter Ratna lebt seitdem in Mahendra Manzil, ihrem Haus im Narayanhity-Palast.

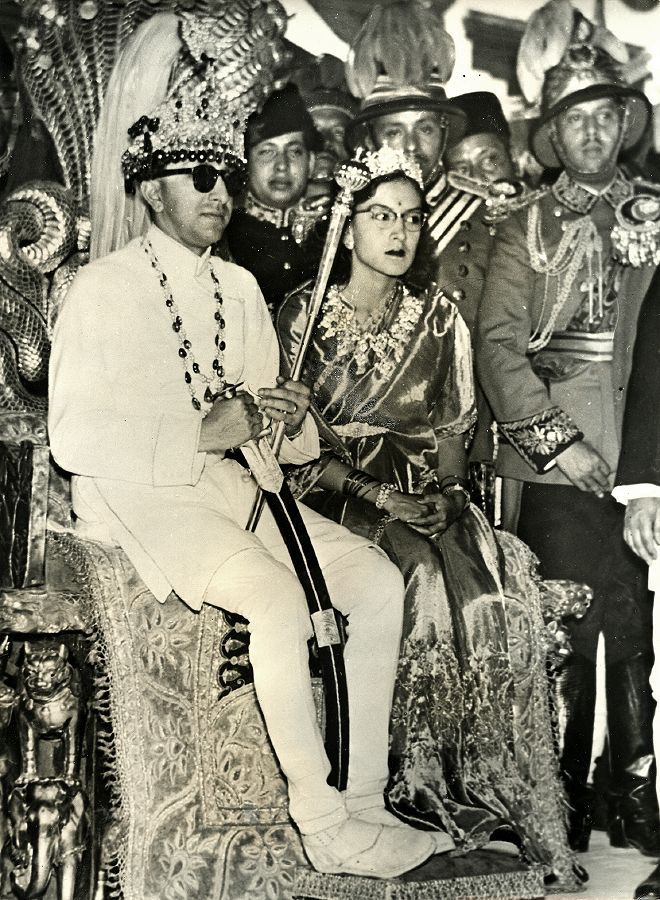
König Mahendra Bir Bikram Shah Dev und Königin Ratna Rajya Lakshmi Devi Shah bei ihrer Krönung am 2. Mai 1956.

## Öffentliche Aufgaben
- Colonel in Chief Corps of Artillery (2. Mai 1956)[7]
- Nepal Children’s Organisation (Bal Mandir)[8]

Die ehemalige Königinmutter war für ihre soziale Arbeit für die nepalesischen Kinder bekannt. Nach der Wahl zur Verfassunggebenden Versammlung Nepals 2008 wurde die Monarchie abgeschafft.

## Titel und Anreden
- 1928–1952: Lady Ratna Rajya Lakshmi Devi
- 1952–1955: Ihre Königliche Hoheit Die Kronprinzessin von Nepal
- 1955–1972: Ihre Majestät Die Königin von Nepal
- 1972–2001: Ihre Majestät Die Königinmutter von Nepal
- 1. Juni – 4. Juni 2001: Ihre Majestät Die Königingroßmutter von Nepal
- 4. Juni 2001–2008: Ihre Majestät Die Königinmutter von Nepal
- seit 2008: Ihre Majestät Königin Ratna von Nepal (titular)

## Ehrungen

### Nationale Ehrungen
- Nepal Pratap Bhaskara (25. Dezember 1966)
- Order of Ojaswi Rajanya, 1. Klasse (1964)[10]
- Tribhuvan Order of the Footprint of Democracy, 1. Klasse (2. Mai 1956)
- Order of the Footprint von Nepal, 1. Klasse (16. Dezember 1962)
- Order of Om Rama Patta, 1. Klasse[11]
- Ati Suvikhyata Sewalankar [Renowned Service Medal]
- King Mahendra Investiture Medal (2. Mai 1956)
- King Birendra Investiture Medal (24. Februar 1975)
- Commemorative Silver Jubilee Medal of King Birendra (31. Januar 1997)
- King Gyanendra Investiture Medal (4. Juni 2001)

### Ausländische Ehrungen
- Japan: Paulwonia Dame Grand Cordon des Ordens der Edlen Krone
- Deutschland: Sonderstufe des Großkreuzes des Verdienstordens der Bundesrepublik Deutschland
- Niederlande: Damengroßkreuz des Ordens vom Niederländischen Löwen (25. April 1967)[12]
- Laos: Damengroßkreuz des Ordens der Millionen Elefanten und des Weißen Sonnenschirms (1970)
- Pakistan: Nishan-e-Imtiaz (1970)
- Philippinen: Golden Heart Medal 1. Klasse (1971)
- Iran: Commemorative Medal of the 2500-Jahr-Feier der Iranischen Monarchie (14. Oktober 1971)[13]